# 自剛天真流
自剛天真流（じごうてんしんりゅう）は、福岡藩伝来の武術の一つ。別名、為勢自得天真流。

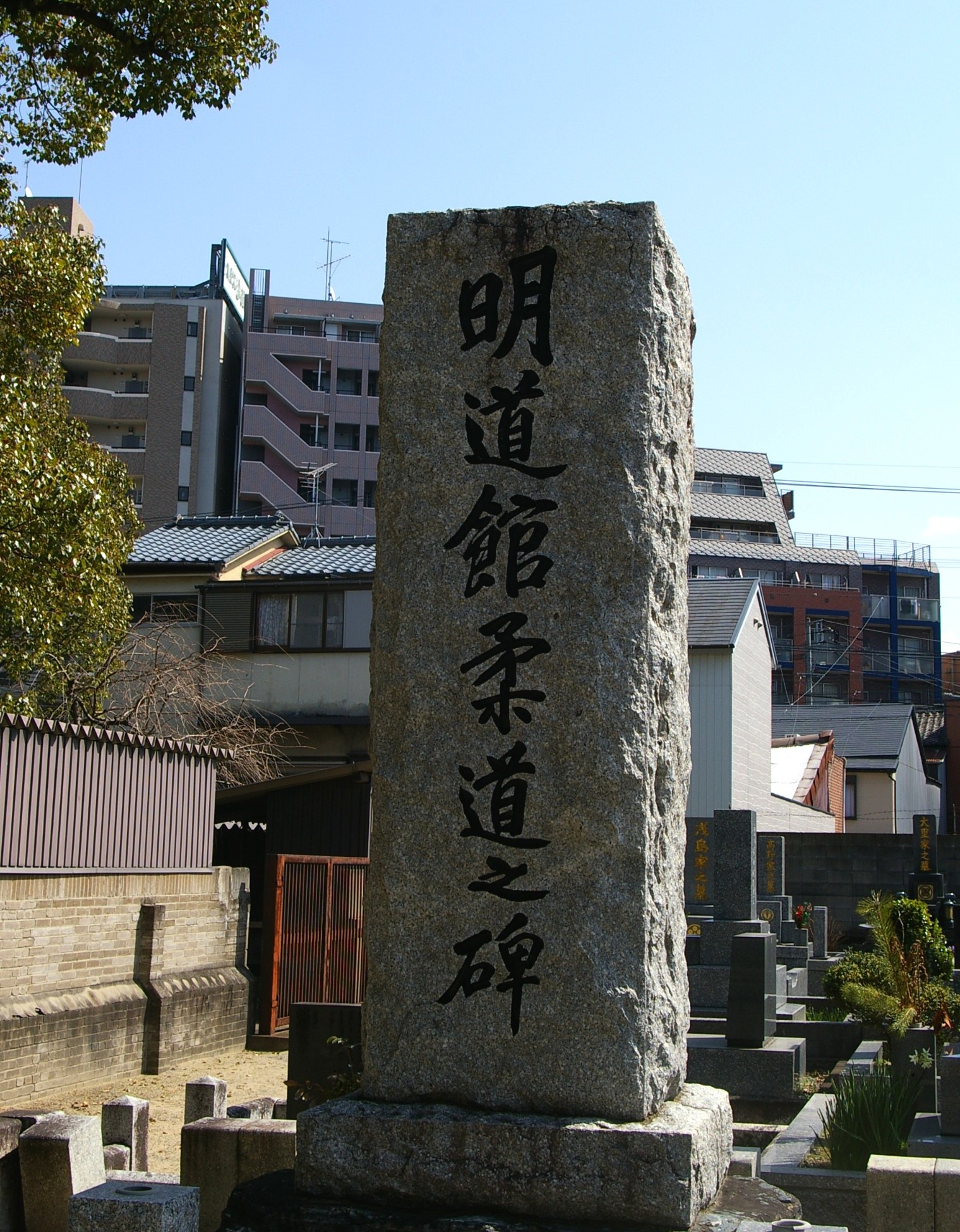
明道館柔道之碑
崇福寺

## 概要
創流時は全てのものを武器として使用する綜合武術であったが、現在では主に柔術が相伝されている。古式の技法が数多く残されており、逆手を中心とした関節技、居取、拳法、逮捕術、活法など多彩な技を今に伝えている。また2005年に福岡市の無形文化財に指定された。

## 歴史
流祖の藤田麓憲貞は、黒田藩武術指南役の久保貞次のもとで良移心当流を収めた後、柔術の代表である揚心流を秋月藩武術指南役の海賀藤蔵直方に師事し、極意皆伝を受けた後、二流に自己の工夫を加えて、為勢自得天真流を輿こした。藤田麓憲貞は、大いに名声を博し、大坂奉行所の武術指南として活躍したが、1839年（天保10年）に病没した。
藤田の一人娘を娶った庄林道ーの在世中、および子息又七郎が相伝のころまでは、良移心当流と為勢自得天真流の両派の名称で指南したようである。又七郎が壮年時に病没したので、高弟達が合議した結果、その流名を白剛天真流と称するようにしたようである。圧林道ーの自著した伝書に自剛天真の巻があり、これに基づいたとされる。
庄林藤橘の没後、玄洋社の附属道場明道館が伝承の中心的な役割を担った。また、玄洋社から分かれた黒龍会の創始者内田良平も天真館を設立し、自剛天真流の普及につとめた。

## 伝系
山本義泰によれば以下の通りで、良移心当流の伝系と同一視されている。
庄林家
- 藤田麓憲貞（流祖）
- 庄林藤原道一（初代）
- 庄林又七郎（2代）
- 庄林藤橘（3代） - 藤橘の代で庄林家の相伝は絶えた。

明道館道場
- 宮川太一郎 - 庄林又七郎の高弟、免許皆伝。
- 猪股雲八 - 庄林又七郎と庄林藤橘に師事、免許皆伝。
- 坪田必義勝 - 庄林又七郎と庄林藤橘に師事、免許皆伝。
- 吉田繁次郎 - 坪田必義勝の高弟、免許皆伝。
- 竹田乙麿 - 庄林藤橘と猪股雲八に師事、免許皆伝。
- 十時惟隆 - 竹田乙麿の高弟、免許皆伝。
- 横田正米清廣 - 竹田乙麻呂の高弟、免許皆伝。
- 財部一郎 - 横田正米清廣に師事。
- 財部一雄（明道館）は。石橋晋平（明道館）に自剛天眞流を師事した。

聖武館道場
- 三船統一郎 - 横田正米に師事。第十六代宗家。平成十六年福岡市無形文化財指定者。

天真館道場
- 山田六郎貞信 - 庄林藤橘と猪股雲八に師事、免許皆伝。
- 西文雄 - 講道館柔道の師範。免許皆伝。伝書類の再興に貢献した。
- 藤川恒夫
- 野田清美
- 前田実
- 赤司智治 - 西・藤川・野田・前田の4氏に師事、免許皆伝
- 昭和義塾
- 赤司智治 免許皆伝  現在、以下4名を師南
- 明道館
- 石橋晋平
- 昭和義塾道場（タフス道場）
- 松田大次老
- 昭和義塾道場
- 花岡一誠
- 恒久尚利
- ２０２５年５月、宗家自剛天眞流赤司智治は、以下2名　 石橋晋平・松田大次老に自剛天眞流の免許皆伝を渡した。  同時に宗家の松田大次老は、相談役の石橋晋平と共に  「自剛天眞流普及委員会醒倭会」を福岡西区脇山に設立ました。   ※光雲神社で行っている鎮座百年記念大祭（平成19年10月20日）に招待され、  黒田藩傳自剛天眞流の演武等を披露しました。   以上